# Kronos Racing
Kronos Racing – belgijski zespół wyścigowy i rajdowy, założony w 9 grudnia 1994 roku przez Jeana-Pierre'a Mondrona oraz Marca Van Dalena. W historii startów ekipa pojawiała się w stawce Rajdowych Mistrzostw Europy, Rajdowych Mistrzostw Świata WRC, JWRC, Intercontinental Rally Challenge, Spa 24 Hours oraz w 24-godzinnym wyścigu Le Mans. Siedziba zespołu znajduje się w Naninne.
W 2006 roku zespół stał się oficjalną ekipą Citroëna w Rajdowych Mistrzostwach Świata WRC (Kronos Total Citroën World Rally Team). Już w pierwszym sezonie Sébastien Loeb wywalczył tytuł mistrzowski w barwach ekipy. Po 2008 roku zespół zrezygnował z regularnych startów w WRC na rzecz Intercontinental Rally Challenge.

## Sukcesy zespołu
- Rajdowe mistrzostwa świata

2006 - Citroën Xsara WRC (Sébastien Loeb)
- Rajdowe Mistrzostwa Europy

2003 - Peugeot 206 WRC (B. Thiry / J.M. Fortin)
- Intercontinental Rally Challenge

2008 - Peugeot 207 Super 2000 (N. Vouilloz)
- JWRC

2005 - Citroën C2 Super 1600 (Dani Sordo)
- Spa 24 Hours

1999 - Peugeot 306 GTI
2000 - Peugeot 306 GTI

## Kronos Racing w Polsce
Samochodami przygotowanymi przez Kronos Racing startowali także polscy kierowcy. Krzysztof Hołowczyc w sezonie 2001 oraz Leszek Kuzaj w sezonie 2002 startowali przygotowanym przez Kronos Racing Peugeotem 206 WRC. Obaj jeździli tym samym (choć rozwijanym) egzemplarzem (wskazywał na to numer rejestracyjny pojazdu - KRO 206).